# Jotam

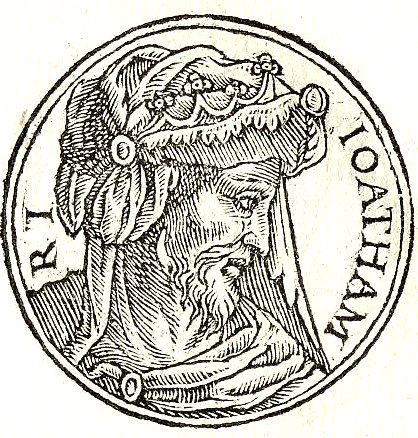
Jotam aus „Promptuarii Iconum Insigniorum“

Jotam war König von Juda. Seine Regierungszeit wird auf die Jahre 742–735 v. Chr. (so William Foxwell Albright) bzw. 740–732 v. Chr. datiert.

## Etymologie
Der hebräische Name יוֹתָם jôtām ist ein Satzname, dessen Subjekt JHWH (יוֹ) ist und dessen Prädikat zur Wurzel תמם tmm, deutsch ‚vollendet / fertig / vollkommen sein‘ gehört. Der Name bedeutet daher „JHWH ist vollkommen“.

## Biblische Erzählung
Jotam war der Sohn des Königs Asarja (Usija) und der Jeruscha, einer Tochter Zadoks. Da Asarja wegen eines Tempelfrevels dem alttestamentlichen Bericht zufolge mit Aussatz gestraft wurde, wurde Jotam als Regent eingesetzt, der Asarja nach dessen Tod als König nachfolgte. 2 Kön 15,32–38  und 2 Chr 27  berichten von seiner Regierung. Danach hat Jotam das obere Tor am Tempel in Jerusalem errichtet und Arbeiten an der Mauer des Ophel angeordnet. Außerdem wird von Kämpfen mit den Aramäern unter Rezin und mit Israel unter Pekach berichtet. Zudem habe er die Amoriter besiegt, die daraufhin Juda einen Tribut von 100 Zentnern Silber und jeweils 100.000 Scheffeln Weizen und Gerste zu liefern hatten. Jotams Nachfolger wurde Ahas.
Jotam war Zeitgenosse der Propheten Jesaja, Hosea und Micha.